# Brian Finnigan
Brian Vincent Finnigan (* 2. August 1938 in Port Fairy, Victoria, Australien) ist ein australischer römisch-katholischer Geistlicher und emeritierter Weihbischof in Brisbane.

## Leben
Brian Finnegan besuchte die Toolong State School und das St Patrick's College in Ballarat. Anschließend studierte er ab 1963 Katholische Theologie und Philosophie am Corpus Christi College in Werribee und anschließend ab 1967 am Corpus Christi College in Glen Waverley. Am 23. Mai 1970 spendete ihm der Bischof von Ballarat, James Patrick O’Collins, die Priesterweihe. 1977 begann er ein Graduiertenstudium an der Katholischen Universität von Amerika, wo er einen Masterabschluss in Church Administration erwarb. Zudem folgte von 1990 bis 1991 ein Aufbaustudium in Kirchenrecht an der Saint Paul University  in Ottawa, wo er das Lizenziat und einen Masterabschluss in Kanonischem Recht erwarb.
Am 31. Januar 2002 ernannte ihn Papst Johannes Paul II. zum Titularbischof von Rapidum und zum Weihbischof in Brisbane. Die Bischofsweihe spendete ihm der Erzbischof von Brisbane, John Alexius Bathersby, am 8. April desselben Jahres; Mitkonsekratoren waren Francesco Canalini, Apostolischer Nuntius in Australien, und Francis Patrick Carroll, Erzbischof von Canberra und Goulburn.
Papst Benedikt XVI. ernannte ihn zudem am 2. Mai 2011 zum Apostolischen Administrator von Toowoomba. Dieses Amt übte er bis zur Amtseinführung des neuen Bischofs von Toowoomba am 11. Juli 2012 aus.
Am 30. Dezember 2015 nahm Papst Franziskus seinen altersbedingten Rücktritt an.